# 85e division d'infanterie d'Afrique
La 85e division d’infanterie d'Afrique est une grande unité de l'Armée de terre française. Formée en Afrique française du Nord, elle combat dans la bataille de France.

## Création et différentes dénominations
- septembre 1939 : formation de la 85e division d’infanterie d'Afrique
- juillet 1940 : dissolutin

## Commandants de la85eDIA
La division a eu un seul commandant, le général de brigade Wemaere.

## Composition
Infanterie :
- 3e régiment de zouaves
- 9e régiment de zouaves, jusqu'au 25 octobre 1939
- 20e régiment de tirailleurs tunisiens, jusqu'au 14 février 1940
- 19e régiment de tirailleurs algériens, à partir du 25 octobre 1939
- 11e régiment de tirailleurs algériens, à partir du 14 février 1940

Artillerie :
- 85e régiment d'artillerie d'Afrique
- 285e régiment d'artillerie, jusqu'au 14 février 1940

Cavalerie :
- 85e groupe de reconnaissance de division d'infanterie

## Opérations
La division est, jusqu'en avril 1940, en réservé générale dans la région de Souk Ahras. Elle commence le 17 mai les opérations d'embarquement pour rejoindre la France. Entre le 21 mai et le 7 juin, les 14 320 hommes traversent la Méditerranée.
Elle est finalement dissoute le 11 juillet.